# Jean Jacques d’Esparbès de Lussan
Jean Jacques Pierre d’Esparbès de Lussan, graaf van Lussan (Montauban, 1 december 1720 – Bardigues, 13 maart 1810) was een Frans generaal zowel voor als na de Franse Revolutie. Hij was kort gouverneur van Saint Domingue (1792), het latere Haïti, dat ook revolutionaire toestanden kende.

## Levensloop

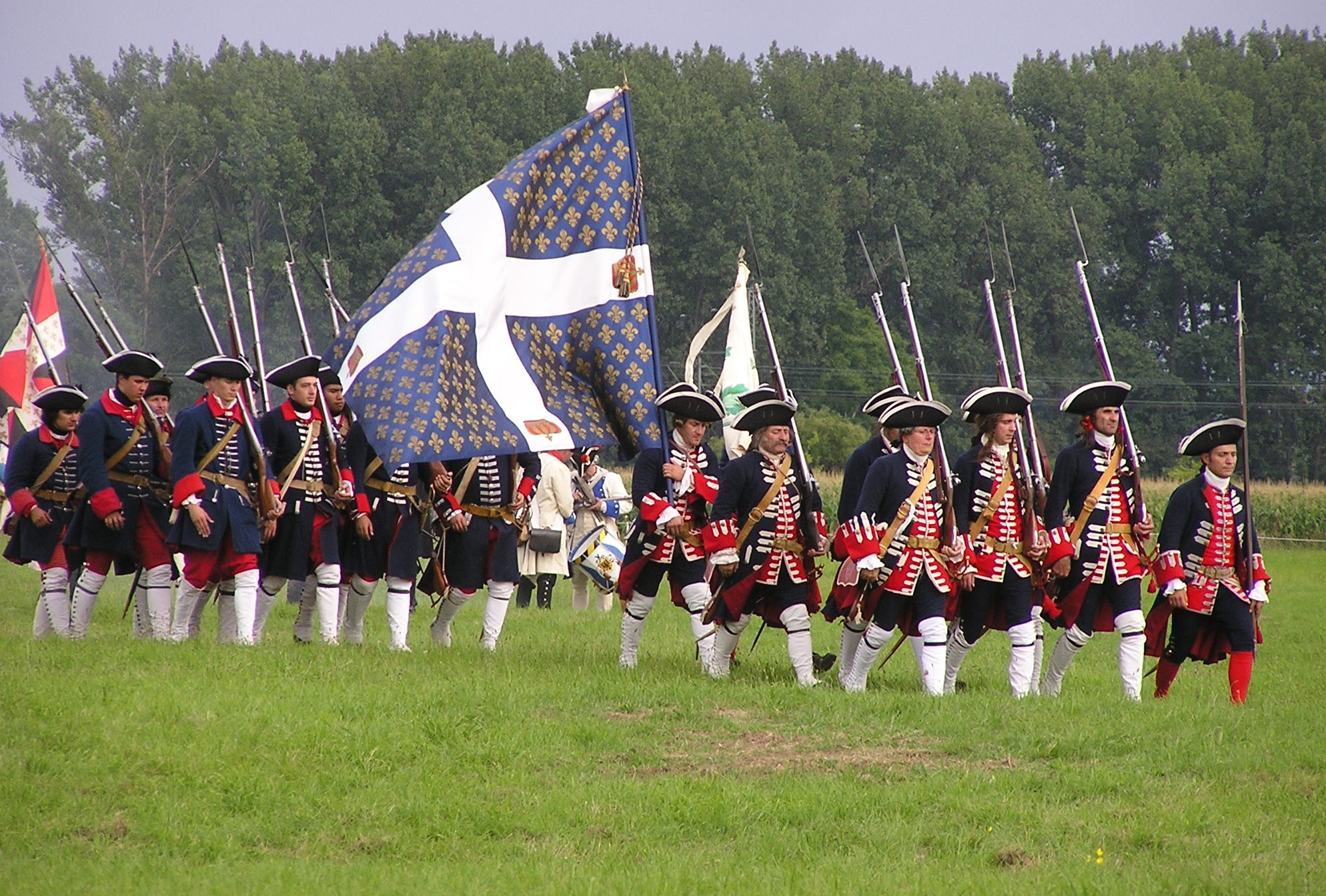
Uniformen van soldaten van het koninkrijk Frankrijk in de slag bij Minden (1759)

Lussan werd geboren in Montauban, in het graafschap Toulouse. Zijn ouders behoorden tot het eeuwenoud geslacht d’Esparbès de Lussan. Lussan maakte carrière als officier in het leger van koning Lodewijk XV en later Lodewijk XVI van Frankrijk. Zo vocht hij onder meer op de slagvelden van Rossbach (1757), Bergen (1759) en Minden (1759), alle tijdens de Zevenjarige Oorlog. Hij verkreeg achteraf een bevordering tot maréchal de camp (1762) en luitenant-generaal (1780). Na de Franse Revolutie werden deze graden veranderd in brigade-generaal en divisiegeneraal.
Het revolutionair bestuur in Parijs stuurde divisiegeneraal Lussan naar de kolonie Saint-Domingue in de Caribische Zee. De kolonie kende chaos door de Franse Revolutie. Lussan was gedurende korte tijd gouverneur van Saint-Domingue, van juni 1792 tot oktober 1792. Hij kon er niet meer doen dan de uittocht van kolonisten organiseren. Zelf trok hij ook weg naar de Britse kolonie Jamaïca, die overspoeld werd door Franse kolonisten. De Britten leverden Lussan over aan Parijs, waar hij voor de Krijgsraad werd gesleurd. 
Lussan kon zich vlot verdedigen. Zijn argumenten zijn gepubliceerd en bewaard gebleven. De Krijgsraad sprak hem vrij en Lussan verhuisde als generaal op rust naar zijn geboortestreek. Hij stierf er in 1810.
- Bibliothèque nationale de France: cb12999225x (data)
- Library of Congress Control Number: nr2002036960
- Système universitaire de documentation: 200666150
- Virtual International Authority File: 31935114
- WorldCat: E39PBJjhGvcWVDFwxKbXq9cByd